# Ambasciatori del Württemberg in Russia
L'ambasciatore del Württemberg in Russia era il primo rappresentante diplomatico del Württemberg in Russia.
Le relazioni diplomatiche iniziarono ufficialmente nel 1782 e rimasero attive sino al 1894 quando la delegazione, troppo dispendiosa da mantenere come ambasciata, venne soppressa. Lo stato del Württemberg venne rappresentato dall'ambasciatore tedesco in Russia. Vennero istituiti dei consolati a Mosca, Riga e Odessa.

## Ducato del Württemberg
- 1801 – 1806: Ferdinand Friedrich von Nicolai

## Regno del Württemberg
- 1806 – 1808: Christian Erdmann Steube von Schnaditz
- 1808 – 1811: Franz Ludwig Schenk von Castell
- 1811 – 1813: Camille Nepomuk von Frohberg
- 1813 – 1816: Heinrich Levin von Wintzingerode
- 1815 – 1816: Karl August Franz von Mandelsloh, "intermediario"
- 1816 – 1823: Joseph Ignaz von Beroldingen
- 1817 – 1818: Ludwig Gremp von Freudenstein, "intermediario"
- 1824 – 1849: Heinrich Prinz zu Hohenlohe-Kirchberg
- 1849 – 1854: Johann Friedrich Traugott von Zeppelin-Aschhausen
- 1854 – 1855: Adolf von Ow-Wachendorf
- 1856 – 1860: Emil Eugen von Lobstein
- 1860 – 1865: Carl Hugo von Spitzemberg
- 1865 – 1873: Vincenz von Abele
- 1873 – 1881: Eugen von Maucler
- 1881 – 1890: Eberhard von Linden
- 1891 – 1893: Axel Varnbüler von und zu Hemmingen

1894: Chiusura dell'ambasciata